# Fontaine-lès-Hermans
Fontaine-lès-Hermans ist eine französische Gemeinde mit 884 Einwohnern (Stand 1. Januar 2022) im Département Pas-de-Calais in der Region Hauts-de-France. Sie gehört zum Arrondissement Arras, zum Kanton Saint-Pol-sur-Ternoise und zum Kommunalverband Ternois.

## Lage
Die Gemeinde Fontaine-lès-Hermans liegt im Artois, 22 Kilometer westlich von Béthune. Nachbargemeinden von Fontaine-lès-Hermans sind Westrehem im Norden, Nédonchel im Osten, Fiefs im Südwesten sowie Febvin-Palfart im Westen.

## Bevölkerungsentwicklung
| Jahr                       | 1962 | 1968 | 1975 | 1982 | 1990 | 1999 | 2006 | 2012 | 2022 |
| -------------------------- | ---- | ---- | ---- | ---- | ---- | ---- | ---- | ---- | ---- |
| Einwohner                  | 132  | 109  | 96   | 84   | 112  | 101  | 105  | 117  | 107  |
| Quellen: Cassini und INSEE |      |      |      |      |      |      |      |      |      |

## Sehenswürdigkeiten

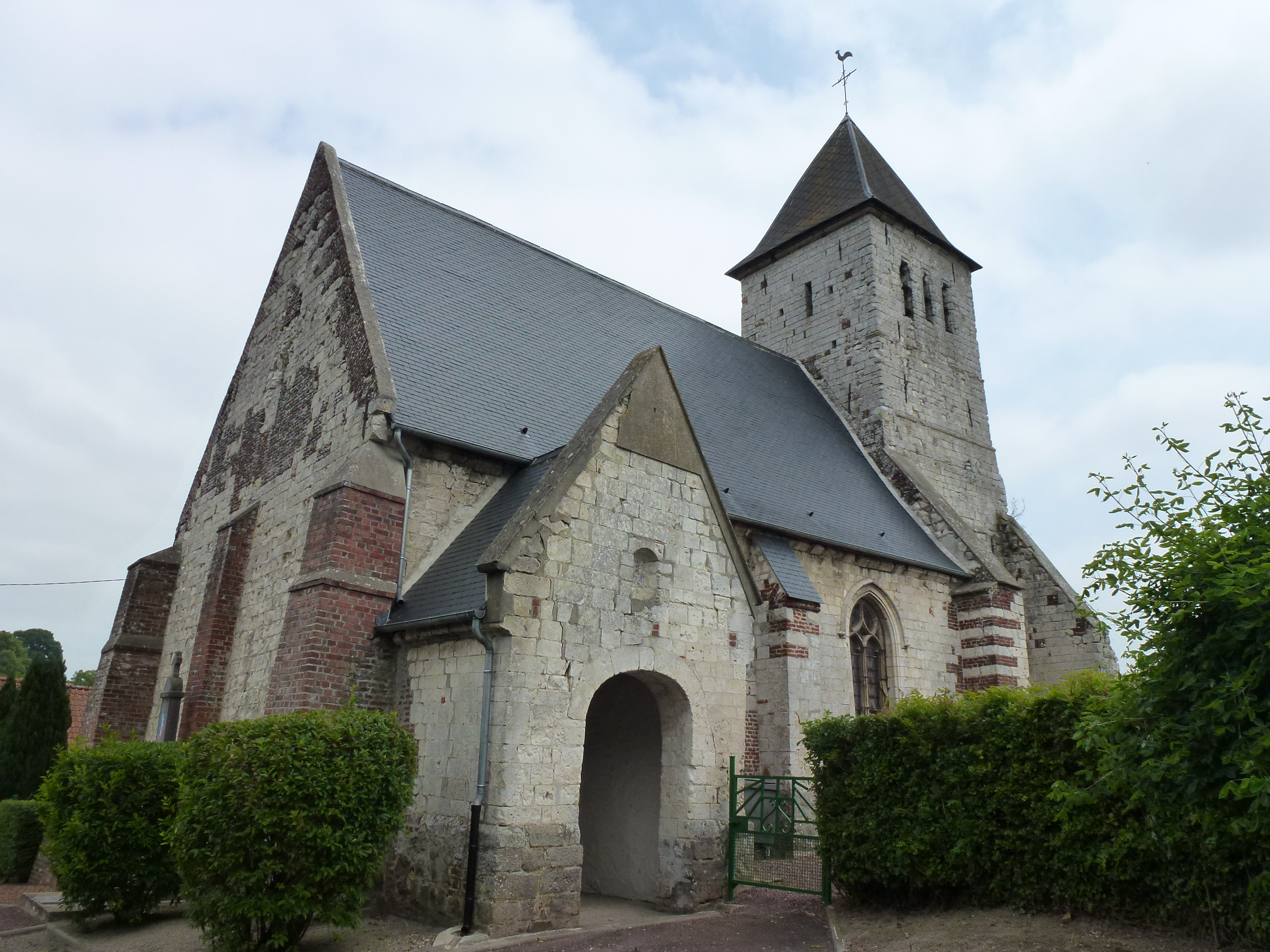
Kirche Saint-Clément
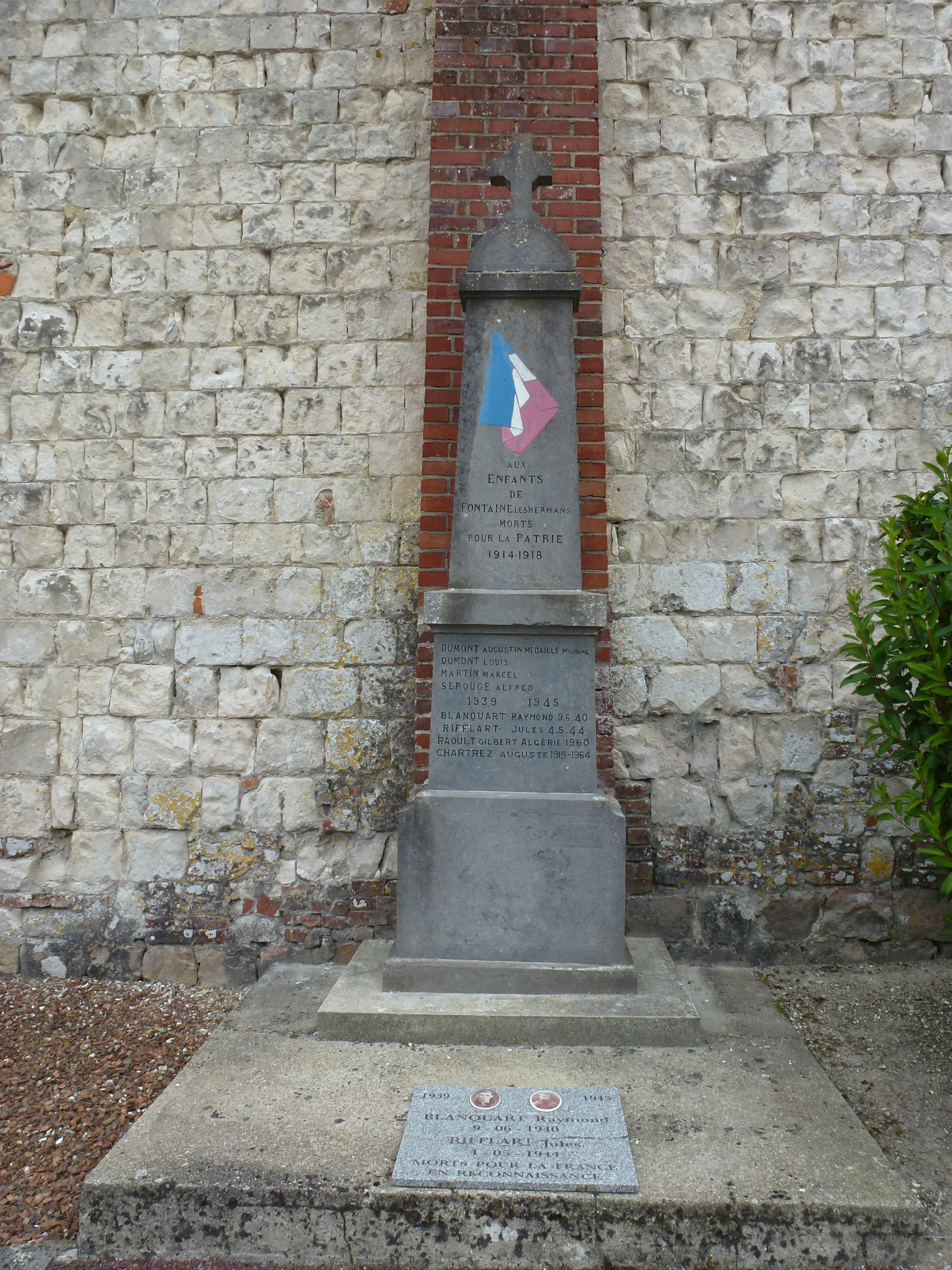
Gefallenendenkmal

- Kirche Saint-Clément
- Gefallenendenkmal